# Allons z'enfants
Pour l’article ayant un titre homophone, voir Allons enfants.
« Chalumot » redirige ici. Pour l’article homophone, voir Chalumeau.
Pour plus de détails, voir Fiche technique et Distribution.
Allons z'enfants est un film français réalisé par Yves Boisset en 1981, adapté d'un roman d'Yves Gibeau paru en 1952 aux éditions Calmann-Lévy.

## Résumé du livre
Un jeune homme, fils d'adjudant de carrière, est forcé par son père d'entrer dans une école militaire. Profondément antimilitariste, il subit des brimades de ses supérieurs, bien que très bien classé (dans le peloton de tête à l'école des enfants de troupe des Andelys, deuxième de la classe, 13.82 au Brevet de Préparation militaire supérieure). Attiré par la littérature et par le cinéma, il sera rattrapé par les débuts de la Seconde Guerre mondiale.

## Synopsis
À l'époque du Front populaire, Simon Chalumot (Lucas Belvaux) est un enfant de troupe : il a été placé à l'âge de treize ans dans un lycée militaire par son père (Jean Carmet), ancien adjudant qui a servi à Verdun. Il est considéré comme une « forte tête », rétif à la discipline et à la vie militaire en général.
Un soir, il s'évade pour se rendre auprès de Zézette, sa fiancée. Mais il est capturé par le père de la jeune fille, qui appelle son père. Celui-ci le ramène au lycée. Il ne devrait pas être réintégré, mais, eu égard aux états de service de son père, on fait une exception pour lui, ce qui ne l'enchante guère.
Malgré son aversion pour le lycée, il réussit brillamment ses examens finaux. Ainsi, contre l'avis d'un professeur et d'un jeune lieutenant, il est maintenu dans l'armée : en octobre, après ses vacances, il entrera à l'École préparatoire militaire de Tulle, une école de sous-officiers.
Son père est évidemment ravi de cette promotion. Mais Simon se dispute avec lui, et décide de passer ses vacances chez un oncle vigneron.
À Tulle, l'instruction est sévère mais la vie y est moins dure qu'au lycée. Chalumot se passionne pour la littérature, le théâtre et le cinéma. Son professeur de français, Brizoulet, se prend d'affection pour lui. En même temps, il se retrouve à nouveau en butte à ses supérieurs. Il fera même une tentative de suicide. Après sa convalescence, il recommence son instruction, tout en prévoyant de tourner un film. Mais bientôt éclate la guerre. La mobilisation générale est décrétée et les élèves sous-officiers sont envoyés sur la ligne Maginot.

## Fiche technique
- Titre : Allons z'enfants
- Réalisation : Yves Boisset, assisté de Jean Achache
- Scénario : Yves Boisset et Jacques Kirsner, d'après le roman de Yves Gibeau
- Musique originale : Philippe Sarde
- Photographie : Pierre-William Glenn
- Son : Nadine Muse
- Pays :  France
- Date de sortie :
  - France : 4 mars 1981
- Affiche : René Ferracci (France)

## Distribution
- Lucas Belvaux : Simon Chalumot
- Riton Liebman : Pouliquène
- Charly Chemouny : Baptiste
- Jean Carmet : l'adjudant Chalumot, le père de Simon
- Jean-François Stévenin : le sergent Billotet
- Jean-Pierre Aumont : le commandant Félix
- Jean-Pol Dubois : le capitaine des Aubelles
- Jacques Zanetti : le lieutenant Bargueloni
- Serge Moati : Robillard, le professeur de français au lycée militaire
- Jacques Denis : Brizoulet, le professeur de français à l'École militaire
- Jean-Claude Dreyfus : le capitaine Maryla
- Bernard Bloch : l'adjudant Veillard
- Julien Bukowski : le maréchal des logis Thibodeau
- Jacques Plée : le professeur d'histoire à l'École militaire
- Alain Beigel : Branval
- Eve Cotton : sœur Béatrice
- Sonia Saviange : la mère supérieure
- Jean Reney : le médecin
- Florence Pernel : Zézette, la petite amie de Simon
- Jacques Debary : Camparois, le père de Zézette
- Jean-Marc Thibault : Pradier, le patron du bistrot
- Michèle Gleizer : Octavie, la mère de Simon
- Roger Riffard : l'oncle Claudius
- Roger Jendly : Francis, le paysan
- Henri Poirier : le député
- Daniel Mesguich : le capitaine Mourre
- Jean-Pierre Kalfon : le commandant de la Mazardière
- Albert Dray : le soldat Foucard
- Roger Ibanez : Fernand, conducteur du camion qui prend Simon en stop
- Christian Bouillette : Marcel, passager du camion qui prend Simon en stop

## Autour du film
- Une partie du film a été tournée au sein du Carré Curial de Chambéry, une ancienne caserne.
- Les scènes de guerre ont été tournées aux abords du petit ouvrage de Lembach appartenant à la ligne Maginot. Le bloc no 1 de l'ouvrage a été remis en état extérieurement pour cette occasion.
- On aperçoit dans le lointain, au sommet du Hochwald, le dôme du radar de la base de Drachenbronn, qui n'existait évidemment pas en 1939.
- Le film que les élèves visionnent à l'Ecole militaire (et sur lequel Simon fera une rédaction lapidaire) est Les croix de bois (1932).